# به یادبود (فیلم)
به یادبود (انگلیسی: In Memoriam) یک فیلم کمدی آمریکایی آماده اکران به کارگردانی راب برنت با بازی مارک مارون، جودی گریر، تالیا رایدر، لیلی گلادستون، شارون استون، مایکل مک‌کین، رجینا هال، جاستین لانگ، آلن راک و ویوین لوسیل است.

## خلاصه داستان
یک بازیگر سالخورده در مواجهه با مرگ و میر خود، وسواس زیادی برای قرار گرفتن در میان بخش یادبود مراسم جوایز اسکار پیدا می‌کند.

## ساخت
فیلمبرداری اصلی در اکتبر ۲۰۲۴ در لس آنجلس آغاز شد.